# Биг Шон
Шон Майкл-Леонард А́ндерсон (англ. Sean Michael-Leonard Anderson, так же известный как Биг Шон, с англ. — «Большой Шон»; род. 25 марта 1988, Санта-Моника, Калифорния, США) — американский рэпер и автор песен. В 2007 году Биг Шон подписал контракт с лейблом Канье Уэста GOOD Music, в 2008 году с Def Jam Recordings и в 2014 году с компанией Jay-Z Roc Nation.
После выпуска ряда микстейпов, в 2011 году Шон выпустил свой дебютный студийный альбом «Finally Famous», который занял третье место в Billboard 200, а Американская ассоциация звукозаписывающих компаний (RIAA) выдала платиновый сертификат альбому. В 2013 году он выпустил свой второй студийный альбом «Hall of Fame», который занял третье место в Billboard 200 и стал золотым. Следующие альбомы Шона, «Dark Sky Paradise» (2015), «I Decided» (2017) и «Detroit 2» (2020), дебютировали на вершине Billboard 200 и получили платиновые сертификаты.

## Биография

### Ранние годы
Родился в семье Майры и Джеймса Андерсонов. Когда ему было 3 месяца, он переехал в Детройт, штат Мичиган, где его воспитывали мать, школьная учительница и бабушка. Бабушка Андерсона, Милдред Леонард, служила во время Второй мировой войны и была одной из первых чернокожих женщин-капитанов в Армии США. Он учился в Детройтской Вальдорфской школе и окончил Техническую школу Касса (Cass Tech) со средним баллом 3,7.

### Музыкальная карьера
В последние годы учебы в старшей школе Шон еженедельно демонстрировал свои навыки рифмования в рамках конкурса рэп-баттлов, проводимого детройтской хип-хоп-станцией WHTD. В 2005 году Канье Уэст давал радиоинтервью на 102,7 FM. Узнав об этом, Шон направился на радиостанцию, чтобы встретиться с Уэстом и исполнить свои песни. После своего фристайла, Шон оставил Уэсту свою демо-запись. Два года спустя Уэст подписал контракт с Биг Шоном на GOOD Music. По словам Шона, Уэст, Эминем, The Notorious B.I.G. и J Dilla оказали огромное влияния на его карьеру.

### Mixtapes (2007—2010)
31 сентября 2007 года Big Sean выпустил свой первый микстейп Finally Famous: The Mixtape. Его хит «Get’cha Some», спродюсированный WrighTrax, привлек внимание СМИ. О нём писали в The Source и Detroit Metro Times. Он также снял клип на «Get’cha Some», режиссером которого стал Хайп Уильямс.
Шон выпустил второй микстейп 16 апреля 2009 года под названием UKNOWBIGSEAN. Сюда вошли песни «Million Dollars», «Get’cha Some», «Desire, Want, Need» и др. Микстейп включает в себя 30 треков.
31 августа 2010 года Шон выпустил третий микстейп под названием Finally Famous Vol. 3: BIG, в котором приняли участие такие крупные артисты как Bun B, Chip Tha Ripper, Asher Roth, Dom Kennedy и Chiddy Bang. Микстейп включает в себя 20 композиций.

### Finally Famous (2011—2012)
В интервью Conspiracy Worldwide Radio Шон рассказал о роли Канье Уэста и продюсера No I.D. в разработке звукового направления его первого студийного альбом Finally Famous. Главный сингл альбома «My Last» включает вокал Криса Брауна и был спродюсирован No I.D.. По сообщению Amazon.com, выпуск альбома «Final Famous» Биг Шона был отложен на неделю, а предварительная дата выхода была назначена на 28 июня. Официальный трек-лист был обнародован 7 июня.
Дебютный студийный альбом Шона, «Final Famous», был выпущен 28 июня 2011 года и породил три хит-сингла; «My Last», «Marvin & Chardonnay» и «Dance (Ass)». В альбоме приняли участие Лупе Фиаско, Джон Ледженд, Фаррелл, Канье Уэст, Роско Дэш, Уиз Халифа, Chiddy Bang, Рик Росс, Ники Минаж, Pusha T, а также продюсеры No I.D., The Legendary Traxster, Эндрю «Поп» Вансель, Ксафун Джонс и The Neptunes.
В сентябре 2011 года Биг Шон подтвердил в интервью Daily Tribune, что он будет работать над своим вторым альбомом во время тура I Am finally Famous Tour и планирует выпустить альбом в 2012 году.

### Hall Of Fame —Dark Sky Paradise(2013—2015)
Big Sean сдвинул дату релиза своего второго студийного альбома Hall Of Fame, и в конечном итоге он был выпущен 27 августа 2013 года. Чтобы придать альбому «классическое ощущение», для записи были приглашены такие исполнители, как Лил Уэйн, Ники Минаж, Джене Айко, Нас, Кид Кади, Juicy J, Young Jeezy и Miguel . Альбом был спродюсирован No I.D. и Key Wane с помощью Hit-Boy, Da Internz, Mike Dean, Travis Scott, Xaphoon Jones, Young Chop и других. Биг Шон также заявил в интервью, что он был в студии с Эминемом, ещё одним уроженцем Детройта.
За месяц до выхода «Hall Of Fame» Биг Шон заявил журналу Complex, что он уже начал работу над своим третьим альбомом.
12 сентября 2014 года Биг Шон объявил, что подписал контракт с Roc Nation. Позже в тот же день он выпустил четыре новых песни под названием «I Don’t Fuck with You», «Paradise», «4th Quarter» и «Jit / Juke». Среди продюсеров этих песен были Mike Will Made It, DJ Mustard, Канье Уэст, DJ Dahi, Нейт Фокс, Da Internz, L&F и Key Wane. «I Don’t Fuck with You» был выпущен в iTunes 19 сентября 2014 году. В интервью Sway Calloway Шон подтвердил, что Лил Уэйн будет фигурировать в альбоме.
25 января 2015 года различные артисты, которые работали над грядущим третьим студийным альбомом Биг Шона, такие как Канье Уэст, Ty Dolla Sign, DJ Mustard, Дрейк, Трэвис Скотт и Ариана Гранде, разместили обложку альбома в Twitter или Instagram. На следующий день Биг Шон опубликовал трейлер к своему новому альбому, в котором была указана дата выхода альбома — 24 февраля 2015 года. Альбом Dark Sky Paradise дебютировал на вершине Billboard 200, став его первым альбомом № 1. По состоянию на 1 февраля 2016 года Dark Sky Paradise стал платиновым. 31 декабря 2015 года Шон выпустил трек, подытоживающий 2015 год — «What A Year».

### Twenty88, I Decided. and Double or Nothing (2016—2018)
25 марта 2016 года Биг Шон выпустил трек «Get My Shit Together» в честь своего 28-летия. Двумя днями позже он анонсировал релиз альбома совместный с Джене Айко под названием Twenty88, который должен был выйти 1 апреля 2016 года. Альбом был выпущен 5 апреля 2016 года в Apple Music и Spotify. Через неделю после эксклюзивного релиза Twenty88, Биг Шон и Айко выпустили 15-минутный короткометражный фильм под названием Out of Love, который состоял из нескольких записей с альбома.
31 октября 2016 года Биг Шон выпустил «Bounce Back» в качестве ведущего сингла со своего четвертого студийного альбома I Decided, который был выпущен 3 февраля 2017 года. Это был его второй альбом, который добрался до вершины Billboard 200.
Через два месяца после выхода I Decided, Биг Шону был вручен Ключ от города Детройт за его вклад в собственный фонд Шона Андерсона.
3 ноября 2017 года Шон и продюсер Metro Boomin выпустили сингл «Pull Up N Wreck» при участии 21 Savage. Через месяц было объявлено, что Шон и Metro должны выпустить совместный альбом под названием Double or Nothing. Альбом был выпущен 8 декабря 2017 года, в него вошли треки с Трэвисом Скоттом, 2 Chainz, 21 Savage, Каш Долл, Янг Тагом и Swae Lee.

### Detroit 2 (2019 — настоящее время)
24 июля 2019 года Биг Шон выпустил свой первый с 2017 года сольный сингл под названием «Overtime», спродюсированный Hit-Boy, Канье Уэстом и Tucker Brothers. В интервью музыкальной радиостанции Beats 1 Radio Шон сказал, что он «возвращается к своим корням» с синглом, который выйдет перед его грядущим альбомом. 26 июля он выпустил песню «Single Again», в которую вошли бэк-вокал Джене Айко и Ty Dolla Sign. 26 августа он выпустил сингл «Bezerk» при участии ASAP Ferg и исполнил его на Церемонии MTV Video Music Awards 2019.
25 марта 2020 года, на свой 32-й день рождения, Big Sean выложил в инстаграм трейлер нового альбома «Detroit 2». В 3-минутном ролике рэпер признается в любви родному городу и показывает процесс записи нового проекта. Detroit 2 был выпущен 4 сентября 2020 года и включает в себя совместную работу с Эминемом, Джене Айко и Лил Уэйном. Альбом дебютировал под номером один в Billboard 200, став его третьим альбомом номер один.

## Личная жизнь
Встречался с американской актрисой и певицей Наей Ривера. Они обручились в октябре 2013 года, но несколько месяцев спустя расстались.
Встречался с американской певицей Арианой Гранде. В апреле 2015 года пара рассталась. На данный момент встречается с Дженей Айко. В 2019 году они ненадолго расставались. В песне Deep Reverence он рассказал, что у Джене Айко случился выкидыш.
28 ноября 2017 года Биг Шон приобрел дом площадью 11000 квадратных футов с 7 спальнями и 8 ванными комнатами в Беверли-Хиллз. Дом ранее принадлежал гитаристу Guns N 'Roses Слэшу. Первоначальная стоимость дома была 11 миллионов долларов, Биг Шон приобрел его за 8,7 миллионов долларов.

## Дискография

### Студийные альбомы
- 2011 — Finally Famous
- 2012 — Cruel Summer (совместно с GOOD Music)
- 2013 — Hall Of Fame
- 2015 — Dark Sky Paradise
- 2017 — I Decided
- 2017 — Double or Nothing (совместно с Metro Boomin)
- 2020 — Detroit 2
- 2024 — Better Me Than You

### Синглы
| Название                          | Год  | Позиция | Позиция | Позиция | Альбом                    |
| Название                          | Год  | US      | US R&B  | US Rap  | Альбом                    |
| --------------------------------- | ---- | ------- | ------- | ------- | ------------------------- |
| «What U Doin?»                    | 2010 | —       | —       | —       | Finally Famous: The Album |
| «My Last» (featuring Chris Brown) | 2011 | 46      | 5       | 4       | Finally Famous: The Album |
| «I Do It»                         | 2011 | 120     | —       | —       | Finally Famous: The Album |